# تام مگوایر
تام مگوایر (Tom Maguire) (۲۸ مارس ۱۸۹۲ – ۵ ژوئیه ۱۹۹۳)، یک جمهوری‌خواه ایرلندی بود، که در فرماندهی غربی در ارتش جمهوری‌خواه ایرلند (IRA) درجه نظامی فرمانده-ژنرال داشت و واحد ضربتی مایوی جنوبی را رهبری کرد.

## ارتش جمهوری‌خواه ایرلند
در ۱۸ سپتمبر ۱۹۲۰، ساختار تیپ مایو تغییر داده شده و به چهار لوای مجزا تقسیم گردید. تام مگوایر به عنوان فرمانده لوای جنوبی مایو گماشته شد.
در ۳ می ۱۹۲۱، مگوایر یک کمین را بالای گزمه نیروهای انتظامی شاهی ایرلند در منطقه تورمکیادی، شهرستان مایو رهبری نموده و چهار تن آن‌ها را به قتل رساند. واحد ضربتی مگوایر سپس به‌سوی رشته کوه۲های پارترای رفتند. منبعی ادعا می‌کند که این واحد توسط بیشتر از ۷۰۰ سرباز و پولیس که توسط هواپیما راهنمایی می‌شدند، محاصره شده بود. مگوایر زخمی گردید و دستیار او کشته شد، اما این واحد موفق شد بدون تلفات بیشتر فرار کند. تلفات جانب بریتانیایی افشا نشده‌است، اما باور براین بود که بسیار بلند بوده باشد. برخی تحقیقات این امکان را مطرح می‌کند که حدود کم‌تر از چهل سرباز بریتانایی در مجاورت آن‌ها قرار داشت و با تنها مجروح شدن یک افسر بریتانیای، واحد مگوایر مجبور کرده شد تا سلاح‌های خود را رها نموده و فرار نمایند.
مگوایر در تعداد زیادی از فعالیت۲های نظامی دیگر نیز دخیل بود، از جمله کمین کیلفال.
در انتخابات ۱۹۲۱ دایل ایرن (مجلس سفلای ایرلند)، مگوایر به عنوان نماینده حوزه انتخابیه مایوی جنوبی-راسکامن جنوبی از حزب شین فین بدون داشتن هیچ رقیبی برنده شد. او با پیمان انگلیس و ایرلند مخالف کرد و به‌جز از این‌که هنگام به رأی گذاشتن این پیمان، پاسخ «Níl» («نخیر» در فارسی) را بیان کرد، او در هیچ مباحثه قابل توجه مجلس سفلا که در مورد این پیمان برگزار می‌شد اشتراک نکرد. وی دوباره در انتخابات سراسری ۱۹۲۲ بدون رقیب به عنوان نماینده انتخاب شد. در انتخابات سراسری ۱۹۲۳، مگوایر با یک رقیب مواجه بود، اما او موفق شد با کسب ۵٬۷۱۲ رأی (۱۷٫۸ درصد) جای‌گاه دوم را از پنج کرسی حوزه انتخابیه مایوی جنوبی به‌دست‌آورد. او عضو بخش اجرایی ضد-پیمان در ارتش جمهوری‌خواه ایرلند بود، که فرمان‌دهی نیروهای شورشی در جریان جنگ داخلی ایرلند را بر عهده داشت. مگوایر هنگامی که در تخت خواب خود بود، توسط ارتش ملی دست‌گیر گردیده و به او گفته شده بود که قرار بود اعدام شود، اما زندگی او بخشیده شده‌است. هنگامی که او در زندان بود، برادر ۱۷ ساله‌اش به‌نام سین مگوایر توسط حکومت اعدام شد.
مگوایر تا سال ۱۹۲۷ میلادی به عنوان نماینده مجلس سفلا باقی ماند. او در نخست آمادگی خود را برای رقابت در انتخابات سراسری جون ۱۹۲۷ از جانب حزب شین فین اعلام کرده بود، اما پس از این‌که ارتش جمهوری‌خواه ایرلند تمامی اعضای خود را تهدید به محکمه نظامی بر اساس فرمان ۲۸ عمومی ارتش نمود، که طبق آن اعضای ارتش نمی‌توانند در انتخابات‌ها اشتراک نمایند، مگوایر از اشتراک در انتخابات منصرف شد. (علی‌رغم این ممنوعیت، افسران ارتش جمهوری‌خواه ایرلند، از جمله شین فرایل (از حوزه لیتریم-سلیگو) و جان مادین (از حوزه مایوی شمالی) در انتخابات به رقابت پرداختند و جان مادین توانست موفق شود).
مگوایر متعاقب آن به تدریج از ارتش جمهوری‌خواه ایرلند جدا شده و از ۱۹۳۱ تا ۱۹۳۳ میلادی در جریان ریاست جمهوری بریان اوهیگینس به عنوان معاون حزب شین فین کار کرد. در ۱۹۲۳ میلادی، یک افسر ارتش جمهوری‌خواه ایرلند از مایو گزارش داد که حالا مگوایر کاملاً با حزب شین فین ائتلاف کرده‌است و هنگام صحبت در محافل گرامی‌داشت جمهوری‌خواهی، دعوت مردان برای پیوستن به ارتش جمهوری‌خواه را رد کرد. هنگامی که مگوایر در رابطه به این موضوع به چالش کشیده شد، او مدعی شد که ارتش جمهوری‌خواه ایرلند «دیگر اصلاً مانند آنچه قبلاً بود، نیست» و از این بابت او با این سازمان اختلاف نظر دارد.

## مگوایر و مشروعیت جمهوری‌خواهی
مگوایر یکی از هفت نفری که قبلاً در ۱۹۲۱ در دور دوم به عنوان نماینده انتخاب شده بودند، در دسمبر ۱۹۳۸ میلادی با شورای نظامی ارتش جمهوری‌خواه ایرلند تحت رهبری شین راسل ملاقات کردند. این هفت نفر در این جلسه روی چیزی امضاء کردند که به استدلال آن‌ها صلاحیت حکومت دایل ایرن (مجلس سفلای ایرلند) را به شورای نظامی تفویض می‌کرد. از آن پس، شورای نظامی ارتش جمهوری‌خواه ایرلند خود را به عنوان حکومت مشروع جمهوری خودخوانده ایرلند محسوب می‌کرد و ارتش جمهوری‌خواه ایرلند و حزب شین فین بر اساس این مشروعیت، نپذیرفتن دولت‌های جمهوری ایرلند، ایرلند شمالی و تحریم اشتراک در نهادهای پارلمانی این دولت‌ها را، توجیه می‌کردند. بر بنیاد گفته‌های جی. بویر بیل در کتاب ارتش مخفی، «با مستثنی سازی احتمالی تام مگوایر که آن‌ها را هم‌راهی کرده بود، بقیه اعضای دایل (مجلس سفلا) این‌گونه احساس کردن که درخواست ارتش جمهوری‌خواه ایرلند به آن‌ها عزت نفسی داد که از سال‌ها توسط بیشتر فرقه‌ها رد شده بود و هم‌چنین این‌که تفویض مشروط قدرت توسط آن‌ها به ارتش جمهوری‌خواه مبانی اخلاقی لازم برای مبارزه‌های قریب‌الوقوع» ۱۹۳۹ – ۱۹۴۵ میلادی را فراهم می‌نمود.
پس از انشعاب ارتش جمهوری‌خواه ایرلند در ۱۹۶۹–۷۰، هنگامی که اکثریت اعضای ارتش جمهوری‌خواه ایرلند و حزب شین فین تصمیم گرفتند، تا تحریم اشتراک در پارلمان را رها کنند، روایری او برادایگ و دایتی او کونایل به دنبال مگوایر گشتند و او را متقاعد نمودند تا ارتش موقت جمهوری‌خواه ایرلند را به عنوان جانشین مشروع شورای ۱۹۳۸ ارتش به رسمیت بشناسد. از جمله ۷ امضاء کننده ۱۹۳۸، مگوایر تنها شخصی بود، که در قید حیات بود.
به همین‌گونه، در نتیجه انشعاب ۱۹۸۶ در جنبش جمهوری‌خواهی، هم ارتش موقت جمهوری‌خواه ایرلند و هم ارتش اصلی جمهوری‌خواه ایرلند تلاش نمودند تا حمایت مگوایر را به‌دست آورند. مگوایر بیانیهٔ را امضاء نمود که پس از مرگ وی در ۱۹۹۶ میلادی منتشر شد. طی این بیانیه، او به شورای نظامی ارتش اصلی جمهوری‌خواه ایرلند مشروعیت بخشیده بود (گروهی که در خاک‌سپاری وی در ۱۹۹۳ میلادی مراسم تیراندازی انجام دادند). جی. بویر بیل در کتاب درگیری‌های ایرلند، نظر مگوایر را در ۱۹۸۶ بیان می‌کند، «تحریم اشتراک در انتخابات یک مبنای اصلی جمهوری‌خواهی و یک اصل اخلاقی بود. این تحریم به جنبش مشروعیت بخشید و این حق را داد تا جنگ را تأمین مالی کند و به نمایندگی از جمهوری صحبت نماید، که در قلب‌های همه مردم جا داده شده‌است».

## مرگ
مگوایر در ۵ ژوئیه ۱۹۹۳ درگذشت. او در منطقه کراس، شهرستان مایو به خاک سپرده شد. حزب جمهوری‌خواه شین فین، چندین گرامی‌داشت در کنار آرامگاه او برگزار کرده‌است.